# Robert Brojer (Musiker)
Robert Brojer (* 17. April 1919 in Reichwaldau (Rychvald; heute Tschechien); † 10. Januar 1987 in Klosterneuburg) war ein österreichischer Gitarrist, Pädagoge und Komponist.

## Leben
Robert Brojer widmete sich nach dem Abschluss des Violin- und Gitarrenstudiums an der Wiener Musikakademie vorwiegend der pädagogischen Arbeit.
1953 wurde er Gitarrenlehrer am Wiener Konservatorium, 1968 wurde er zum Professor ernannt. Er schrieb eine Reihe von Originalkompositionen für die Gitarre, zudem verfasste er über 100 Bearbeitungen sowie Transkriptionen von Lautentabulaturen für die Konzertgitarre. Sein Buch "Der Weg zur Gitarre" gehört zu den Standardwerken der Unterrichtsliteratur für die Konzertgitarre.

## Veröffentlichungen (Auswahl)
- Robert Brojer: Der Weg zur Gitarre. Cura/Bärenreiter, Wien/Kassel 1973.
- Robert Brojer: Kinderstücke für zwei Gitarren. Musikverlag Schneider, Wien.
- Robert Brojer: Die Gitarre im Einzel- und Gruppenunterricht. Musikverlag Schneider, Wien.